# Františkův rybník
Františkův rybník je přírodní rezervace jižně od města Břeclav v okrese Břeclav. Leží na katastrálním území Poštorná, na okraji Bořího lesa nedaleko hranice s Rakouskem.
Má tři části, mezi nimiž prochází železniční trať z Břeclavi do Vídně. Podél rezervace vede cyklotrasa a stejnojmenná naučná stezka. Kolem východního okraje vede zelená turistická trasa (rozcestník Nad Německými loukam').
Důvodem ochrany je zachování území s výskytem kriticky a silně ohrožených vodních, mokřadních a polostepních druhů rostlin a významné hydrobiologické lokality. Dále zachování významného hnízdiště zvláště chráněných silně ohrožených a ohrožených druhů ptáků a současně významného místa pro rozmnožování obojživelníků. Její součástí je i stejnojmenný rybník.